# 이동락
이동락(李東洛, 1940년 9월 29일 ~ )은 경상북도 대구지검 예하 검사 등을 거쳐 제22대 광주고등법원장 직책을 지낸 대한민국의 법조인이다.

## 생애
1940년 경상북도 영덕군에서 태어난 이동락은 영덕중, 서울고, 서울대 법대를 나온 후,서울대 사법대학원 수료, 서울법대 4학년때 1963년 제2회 사법시험에 합격하고 서울대학교 사법대학원을 수료한 그는 1964년 검사로 임관 되었고 5년 지난 1969년에 판사로 전관하였다. 대구지방법원, 광주고등법원, 대구고등법원에서 법원장을 역임하였다. 지방에서 법관 생활을 주로 했으며 인격과 예절을 강조하여 달마대사라는 별명이 있다. 대구고등법원 민사1부 재판장으로 재직하던 1993년 1월 16일에 철로변에서 놀다가 열차에 치여 사망한 2살 어린이의 국가를 상대로 청구한 손해배상 소송 항소심에서 원고패소 판결한 원심을 깨고 "국가는 2130만원을 지급하라"며 원고 일부 승소판결했다.